# Israels angreb på Iran 2025
|  | Flytteforslag Denne side er foreslået flyttet til Krigen mellem Israel og Iran. Klik her for at se flytteforslaget. Begrundelse: Er mere et spørgsmål end et forslag. Er det en krig eller "kun" en konflikt? Har egentligt ikke noget forslag, men noget skal der stå |

Israels angreb på Iran 2025 begyndte natten til 13. juni 2025, hvor Israel i en operation, de kalder "Operation Rising Lion", sendte op til 200 millitærfly mod Iran, hvor de angreb 100 mål, heriblandt Revolutionsgardens (en) hovedkvarter. Den israelske motivation for angrebet er at ødelægge Irans atomprogram, for at forhindre dem i at producere atomvåben, hvilket de dog benægter at være i gang med.

## Forløb
Et af målene var Natanz (en), der huser hovedkvarteret for atomprogrammet. Det ligger syd for landets hovedstad Teheran. Ifølge Benjamin Netanyahu, Israels premierminister, var det sidste chance for at "udrydde en eksistentiel trussel" mod landet. Planlægningen har ifølge anonyme kilder sket i flere år. Den israelske efterretningstjeneste Mossad skulle efter sigende have bygget en missilbase inde i Iran, og der skulle være blevet smuglet våbensystemer ind i Iran for at ødelægge luftforsvaret, så de israelske fly kunne operere uhindret i iransk luftrum. Israel siges også at have placeret præcisionsmissiler nær iransk antiluftskyts. De israelske våben kan dog ikke skade uranberigelsesanlægget 80 meter under jorden i Fordow, og USA brugte 7 styk B-2 bombefly, hver med 2 styk af de 13 ton tunge GBU-57A/B MOP (en) "bunker buster"-bomber til at forsøge at beskadige udstyr i Fordow og Natanz.
Israel gik i undtagelsestilstand og befolkningen blev forberedt på at søge i beskyttelsesrum.

## Irans reaktion
Ali Khamenei, der er Irans religiøse leder har udtalt, at Israel "burde forvente en alvorlig straf", mens udenrigsministeren, Abbas Araghchi (en), har kaldt angrebet for en "krigserklæring". Udenrigsministeriet har udtalt, at de "ikke vil tøve med at forsvare Irans suverænitet med fuld styrke og på den måde, de anser for passende", samt at "den amerikanske regering, som den primære beskytter af dette regime (Israel, red.), også vil påtage sig ansvaret".
Iran har svaret igen ved at sende ca. 100 droner mod Israel, der udtaler at have skudt dem alle ned.

## Internationale reaktioner
Ifølge USA's udenrigsminister Marco Rubio har USA ikke været involveret. Den amerikanske regering har dog været orienteret om angrebet på forhånd. Rubio har desuden advaret Iran mod at gengælde angrebet med angreb mod amerikanske baser i området. USA's præsident Donald Trump, der har ligget i forhandlinger med Iran, havde angiveligt ytret modstand mod et angreb. Han havde dog efterfølgende kaldt angrebet for "fremragende".
De europæiske lande opfordrer til tilbageholdenhed, mens Israels naboer fordømmer angrebet. EU-Kommissionsformand Ursula von der Leyen udtaler, at en diplomatisk løsning er "mere presserende end nogensinde". Den tyrkiske præsident Recep Tayyip Erdoğan kalder det en "klar provokation", der "sætter hele vores region og verden i brand".
Irak har klaget til FN's sikkerhedsråd over at dets luftrum er blevet krænket af Israel.

## Dræbte
Det israelske angreb dræbte flere personer. Blandt de dræbte er Hossein Salami (en), der var øverstkommanderende for Revolutionsgarden, Mohammad Bagheri (en), der var stabschef for de væbnede styrker, Gholamali Rashid (en), der var militærets viceleder og Amir Ali Hajizadeh (en), der var leder af Revolutionsgardens luftvåben. Derudover blev også seks atomforskere meldt dræbt. De havde fremtrædende positioner i landets atomprogram.
Der er i alt blevet dræbt ca. 50 personer, heraf også civile. Syv personer er kommet til skade i Tel Aviv. Ifølge et iransk medie er 78 døde og 329 sårede i beboelsesområder i Teheran.